# جنیدآباد
جنیدآباد، روستایی است از توابع بخش مرکزی شهرستان قوچان در استان خراسان رضوی ایران. 

## جمعیت
این روستا در دهستان قوچان عتیق قرار داشته و براساس سرشماری سال ۱۳۸۵جمعیت آن ۳۴۶ نفر (۷۷ خانوار) بوده است.